# Doornikgouw

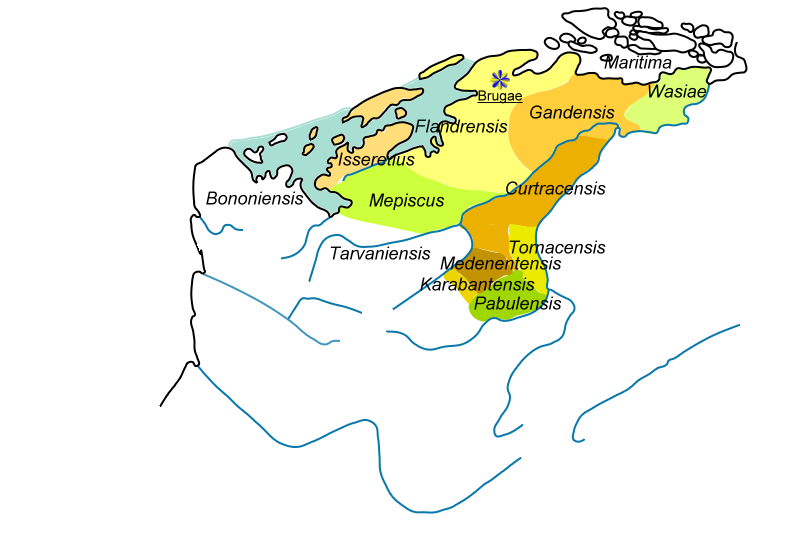
Mogelijke reconstructie van de bekende gouwen

De Doornikgouw (in Latijnse bronnen vermeld als pagus Turnacensis en pagus Tornacensis) was een gouw in het Frankische Rijk.
Doornik was al vroeg een voorname stad, als hoofdplaats van de civitas Turnacensium (van ±375 tot ±460), van het vroege Frankische Rijk (van ±460 tot 486) en mogelijk ook van het hertogdom Dentelin (van na 486 tot ±650). Naarmate dit hertogdom uiteenviel in gouwen, werd de streek van Doornik in leen gegeven aan de bisschop van Doornik en zijn seculier kapittel.
Het Verdrag van Verdun (843) koos onder andere de Schelde als rijksgrens, maar de Doornikgouw had bezittingen op beide oevers. Aangezien de hoofdplaats Doornik op de westelijke oever lag, werd de volledige gouw toegewezen aan West-Francië. Hetzelfde principe vindt men terug bij de Kamerijkgouw, ditmaal ten gunste van Midden-Francië.
In West-Francië fungeerden de bisschoppen als tussenpersonen ("zendgraven") tussen de koning en diens talrijke graven. Het Capitularium van Servaas (853) noemt het bisdom Doornik als missicatum III en doet vermoeden dat hier minstens elf graven aanwezig waren. De namen van deze graven, evenals de benaming en ligging van hun gouwen, zijn echter onvolledig in het Capitularium.
Tegen het jaar 950 was de Doornikgouw onder invloed gekomen van de heerlijkheid Mortagne, een leen van het graafschap Vlaanderen. Vanaf dan spreekt men van "het Doornikse".